# Thiago Alves (tenisista)
Thiago Hernandez Alves (ur. 22 maja 1982 w São José do Rio Preto) – brazylijski tenisista, reprezentant w Pucharze Davisa.

## Kariera tenisowa
Jako zawodowy tenisista Alves występował w latach 2000–2014.
W grze pojedynczej, oprócz wygranych w zawodach kategorii ITF Men's Circuit, ma w swoim dorobku siedem zwycięstw w turniejach rangi ATP Challenger Tour (sześć na nawierzchni twardej i jedno na ziemnej). W deblu w przeciągu całej kariery triumfował dwa razy w rozgrywkach ATP Challenger Tour (oba na kortach twardych).
We wrześniu roku 2008 zadebiutował w reprezentacji, podczas meczu Pucharu Davisa z Chorwacją. Rywalizacja miała wyłonić drużynę, która awansuje do najwyższej klasy rozgrywek, grupy światowej. Alves przegrał oba swoje singlowe pojedynki, najpierw z Ivo Karloviciem, a potem z Roko Karanušiciem.
Najwyżej sklasyfikowany w rankingu singlistów był na 88. miejscu w połowie lipca 2009 roku, z kolei w zestawieniu deblistów pod koniec października 2006 roku zajmował 151. pozycję.

### Zwycięstwa w turniejach ATP Challenger Tour

#### Gra pojedyncza (7)
| Nr | Rok  | Turniej        | Nawierzchnia | Przeciwnik w finale | Wynik finału     |
| 1. | 2005 | Manta          | Twarda       | Lesley Joseph       | 6:4, 6:1         |
| 2. | 2005 | Quito          | Ceglana      | Marcos Daniel       | 1:6, 7:6(1), 6:2 |
| 3. | 2006 | Belo Horizonte | Twarda       | André Sá            | 6:3, 0:6, 6:4    |
| 4. | 2006 | Manta          | Twarda       | Brian Dabul         | 6:2, 6:2         |
| 5. | 2007 | São Paulo      | Twarda       | Carlos Berlocq      | 6:4, 3:6, 7:5    |
| 6. | 2012 | São Paulo      | Twarda       | Gastão Elias        | 7:6(5), 7:6(1)   |
| 7. | 2012 | Guadalajara    | Twarda       | Paolo Lorenzi       | 6:3, 7:6(4)      |

#### Gra podwójna (2)
| Nr | Rok  | Turniej   | Nawierzchnia | Partner        | Przeciwnicy w finale        | Wynik finału |
| 1. | 2006 | São Paulo | Twarda       | Flávio Saretta | Lucas Engel André Ghem      | 7:6(10), 6:3 |
| 2. | 2006 | Salinas   | Twarda       | Júlio Silva    | André Ghem Alexandre Simoni | 7:6(5), 6:4  |